# XXIe siècle av. J.-C.
IVe millénaire av. J.-C. |
IIIe millénaire av. J.-C. |
IIe millénaire av. J.-C.
XXVIIIe siècle av. J.-C.
| XXVIIe siècle av. J.-C.
| XXVIe siècle av. J.-C.
| XXVe siècle av. J.-C.
| XXIVe siècle av. J.-C.

XXIIIe siècle av. J.-C.
| XXIIe siècle av. J.-C.
| XXIe siècle av. J.-C.
| XXe siècle av. J.-C. 
| XIXe siècle av. J.-C.
Liste des siècles

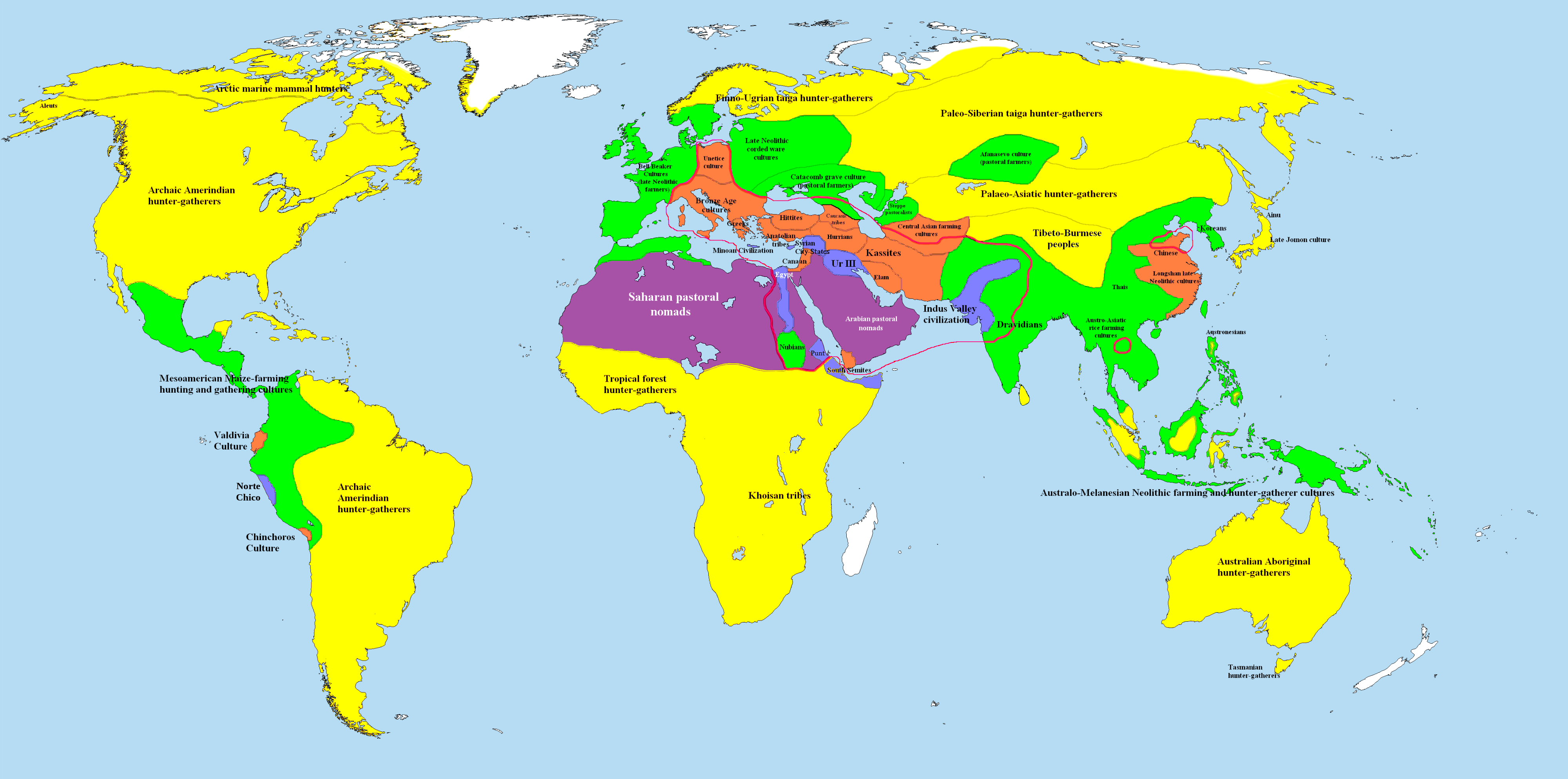
Le monde en 2000 av. J.-C. avec à l’intérieur des lignes rouges, les régions du monde entrées dans l'âge du bronze. En bleu et orange les états et sociétés hiérarchisés; En vert les agriculteurs sédentaires et semi nomades isolés; En violet les éleveurs nomades; En jaune les chasseurs cueilleurs.

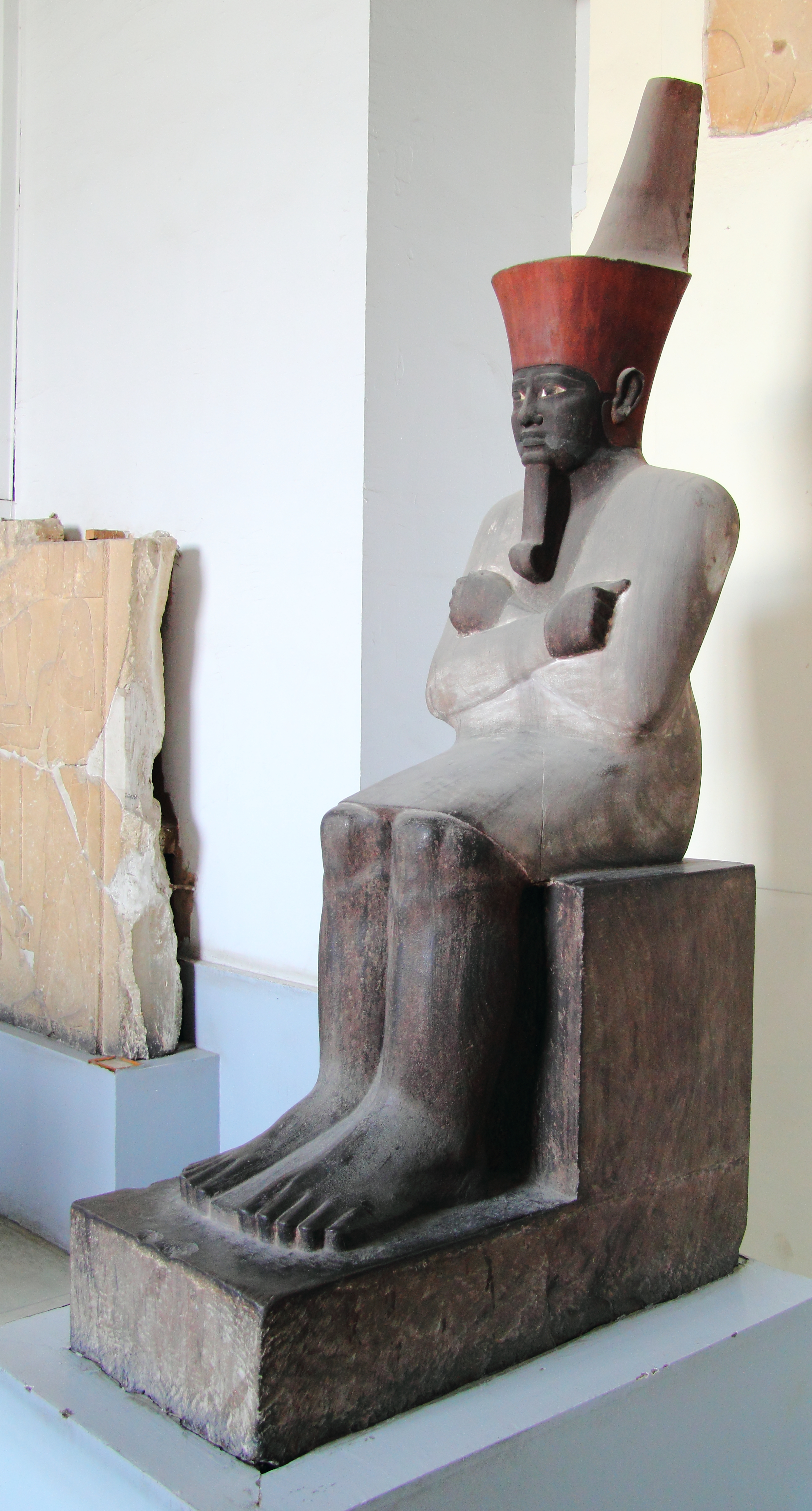
Statue osirienne de Montouhotep II
(Musée égyptien du Caire)

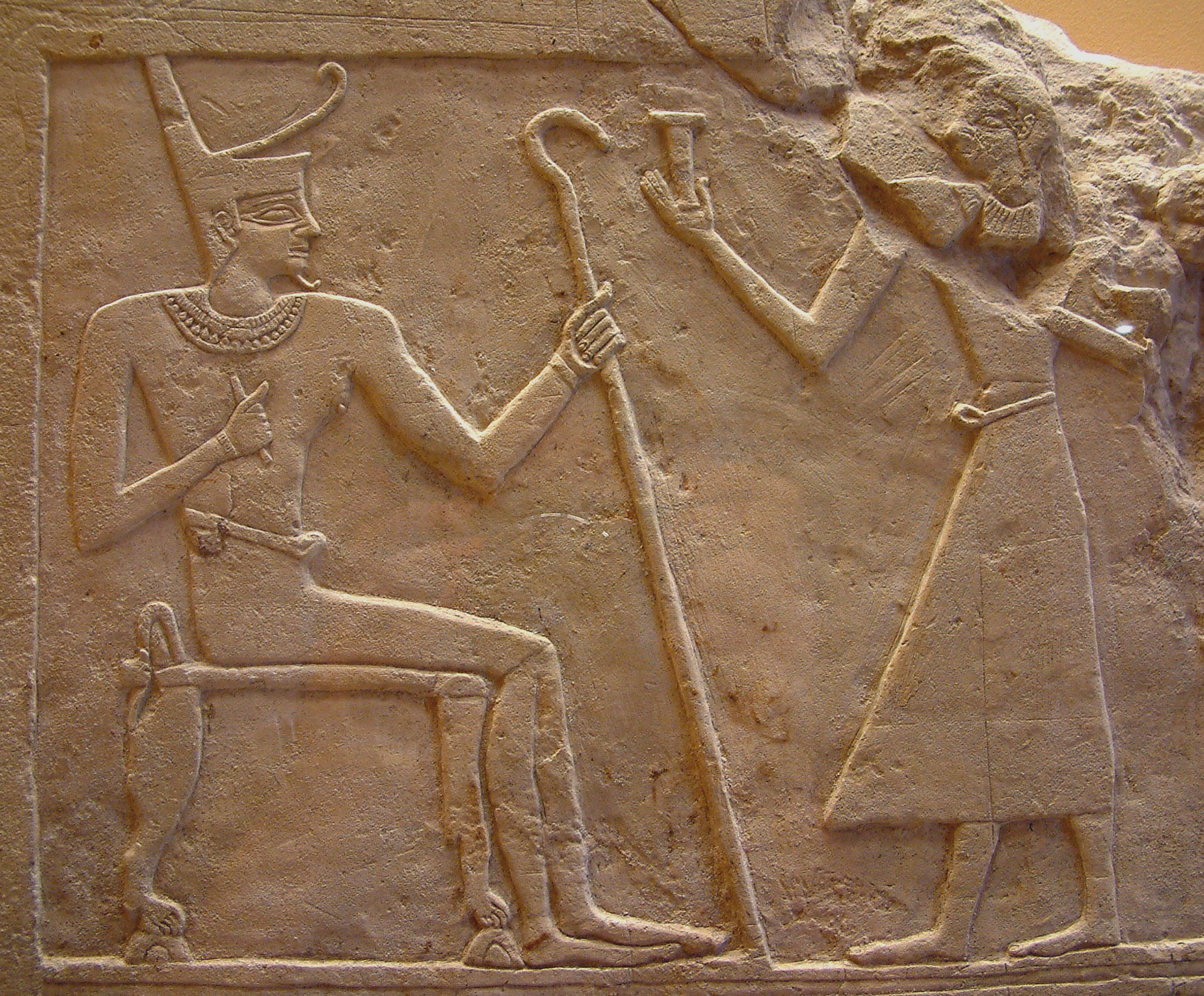
Bas-relief en calcaire de Montouhotep recevant des offrandes (antiquité égyptienne du musée du Louvre)

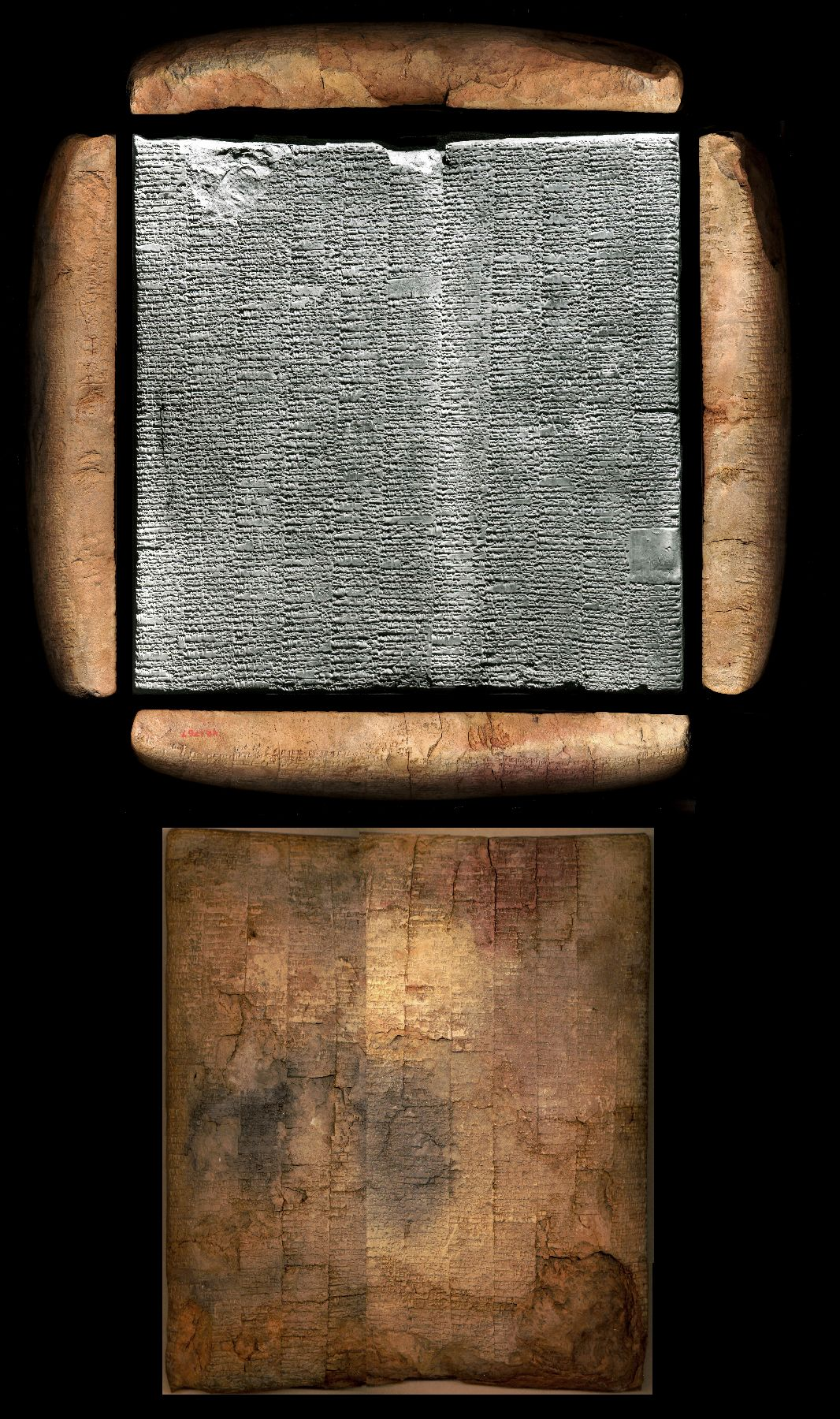
Tablette de la 37e année du règne de Shulgi, contenant la liste des ouvriers construisant un temple dans la zone d'Umma.

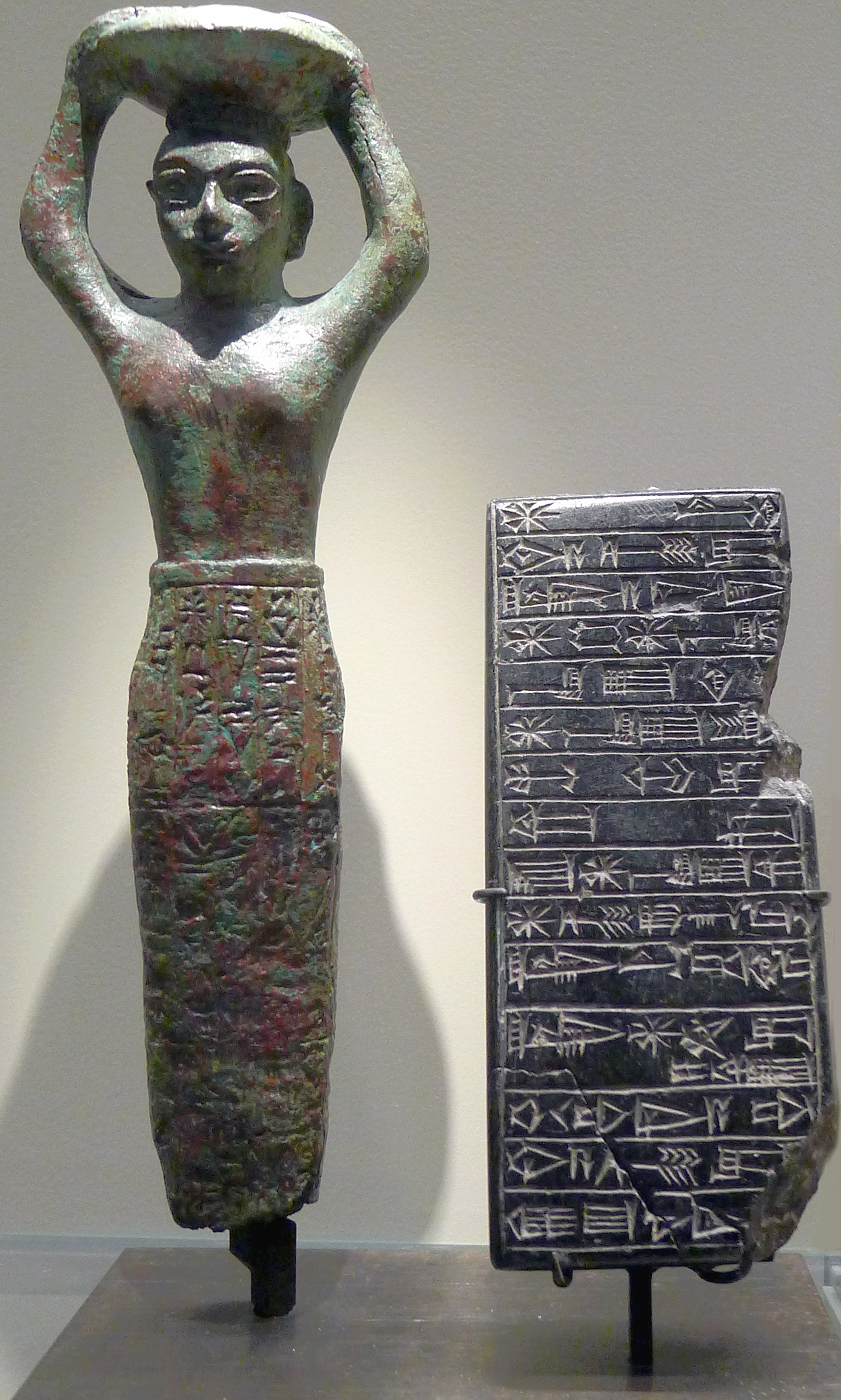
Figurine-clou de la fondation d’Amar-Sîn, roi d’Ur, représentant le roi portant la corbeille du constructeur, vers -2040

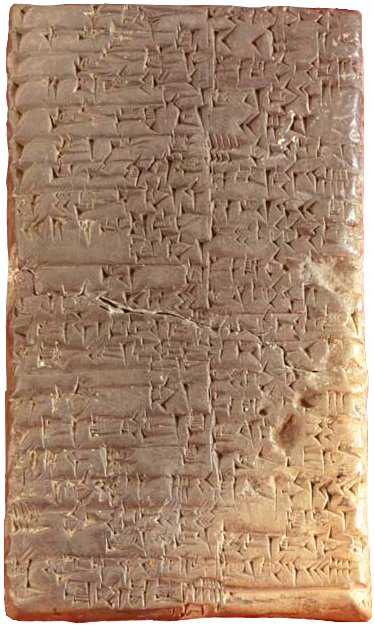
Tablette cunéiforme du règne d'Amar-Sîn

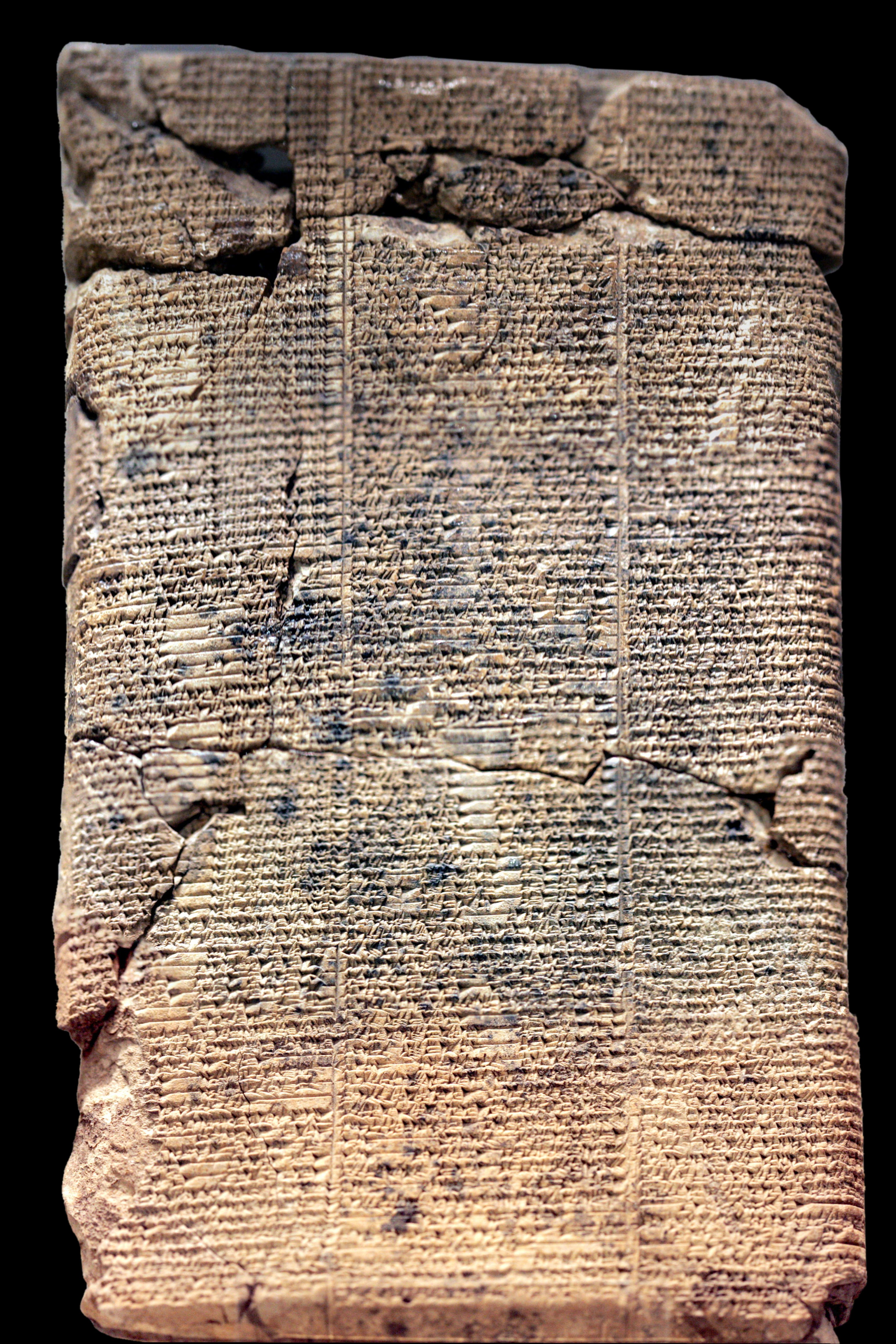
Lamentations sur la ruine d'Ur, tablette d'argile sumérienne du début du, (Musée du Louvre)

Cet article présente la chronologie des évènements du XXIe siècle av. J.-C., de 2100 à 2000 av. J.-C.

## Égypte et Nubie
- Vers 2150 à 2030 av. J.-C. : Première Période intermédiaire égyptienne. Période de division du pays en Égypte[1].
- 2077[2] ou 2074[3] av. J.-C. : début du règne d'Antef Ier, pharaon de la XIe dynastie, à Thèbes (ou 2134[4]).
- 2060 av. J.-C. : début du règne de Montouhotep II, roi de la XIe dynastie, à Thèbes[5].
- Vers 2050 av. J.-C. : livre de sagesse de Mérikarê Ier, roi de la IXe dynastie[6].
- Vers 2030 av. J.-C. : Montouhotep II, victorieux des pharaons de la Xe dynastie d’Héracléopolis Magna, achève de réunifier l’Égypte, ce qui marque le début du Moyen Empire[7] (il s’agit peut-être d’Antef III qui aurait changé de nom après sa victoire). Il annexe l’oasis d'Al-Kharga[8]. Des mouvements d’indépendance éclatent cependant dans le delta du Nil, et ce n’est que sous Montouhotep III que l’autorité des rois de Thèbes s’impose sur toute l’Égypte.
En Égypte, Montou, dieu des Antef et des Montouhotep, joue un rôle important car on lui attribue la victoire et la réunification du royaume.
- 2021 av. J.-C. : l'an 39 de son règne, Montouhotep II prend un nouveau nom d'Horus, Sémataoui, « Celui qui a réuni les deux pays »[7].
- 2009 av. J.-C. : début du règne de Montouhotep III, roi de la XIe dynastie (fin en 1998)[5]. Sous son règne, le chancelier Henou mène des expéditions vers Pount (an 8 du règne)[9]. Montouhotep III réunit à la Haute-Égypte le pays de Ouaouat[10] et l’Oasis (Selimeh ?). Il lutte contre les Libyens à l’ouest.
- Vers 2050 à 1750 av. J.-C. : culture de Kerma moyen en Haute Nubie[11].

## Mésopotamie et Iran
- 2112 à 2004 av. J.-C.[a] : IIIe dynastie d’Ur[12]. Elle pousse loin la puissance administrative : un ensí, fonctionnaire nommé aux compétences civiles, se trouve à la tête des circonscriptions ; un shagin aux pouvoirs militaires étendus, coiffant souvent ceux de l’ensi ; à un niveau inférieur on trouve des gendarmes, des contrôleurs, des courriers, des chargés de mission qui circulent à travers tout l’empire sur ordre du palais, assurent la cohérence de la politique d’ensemble et la sécurité générale, renforcent la centralisation administrative au profit de la capitale et transmettent l’information. Une bureaucratie minutieuse et tatillonne gère, compte et contrôle toute cette administration qui s’occupe aussi bien de l’économie que de la guerre ou du service des dieux. Le poids d’une telle administration a sans doute contribué à l’écroulement de l’empire. La documentation de la IIIe dynastie d’Ur n’atteste pas l’existence d’une propriété privée mais au contraire une organisation étatique de la production agricole, image peut-être faussée parce que les textes proviennent de la gestion administrative de l’État et non d’archives privées. Cette documentation ne concerne pratiquement jamais les jardins et les palmeraies mais seulement les domaines céréaliers, exploités sous forme de grandes unités de production, même si des tenures de taille modeste sont concédées en guise de salaire. Toute une activité manufacturière se greffait sur le domaine[13].
Littérature brillante en langue sumérienne[6]. Version définitive de poèmes comme l’Exaltation d’Ishtar de Enheduanna ou l’Épopée de Gilgamesh.
- 2094 av. J.-C.[a] : le roi d'Ur, Ur-Namma, meurt en campagne. Son fils Shulgi lui succède, et règne jusqu'en 2047 av. J.-C.[12].
- 2077 av. J.-C.[a] : alliance de Sumer avec Warahshe (Marhashi, Élam). Son souverain épouse la fille de Shulgi[12].
- 2070 av. J.-C.[a] : le roi d’Ur, Shulgi, commence, en l’an 24 de son règne, une série de guerres au Kurdistan (onze campagnes contre les Hourrites et les Lullubis) et dans le Sud-ouest iranien (Élam)[12].
- 2066 av. J.-C.[a] : Shulgi détruit l’empire créé en Élam par Puzur-Inshushinak, s’empare de Suse et y installe un gouverneur sumérien[12]. Retour en force de l’influence mésopotamienne, même sur le plan religieux (temple de Ninhursag-Susienne). L’essor de Suse est indéniable et les rois d’Ur conduisent une politique active en Iran.
- 2060 av. J.-C.[a] : révolte de l’Anshan. Le roi d’Ur, Shulgi, mène deux campagnes pour soumettre le pays[12].
- 2051 av. J.-C.[a] : la forteresse de Simurrum, au Kurdistan, est prise et incorporée dans le royaume sumérien[12].
- 2048 av. J.-C.[a] : début du règne de Sargon Ier, roi d’Assyrie (fin en 2030 av. J.-C.)[14].
- 2047 av. J.-C.[a] : mort du roi d'Ur Shulgi, soit assassiné, soit victime d’une épidémie[12]. Il est enterré dans un splendide mausolée.
- 2046 av. J.-C.[a] : début du règne d'Amar-Sîn, fils de Shulgi, roi d’Ur (fin en 2038 av. J.-C.)[12].
Amar-Sîn fait construire une fortification de 275 km entre le Tigre et l’Euphrate, au nord de l’actuelle Bagdad, pour se prémunir contre les incursions des tribus amorrites venues de l’ouest[12].
- 2037 av. J.-C.[a] : début du règne de Shu-Sîn, roi d’Ur (fin en 2029 av. J.-C.)[12].
- 2028 av. J.-C.[a] : Ibbi-Sin succède à son frère Shu-Sîn comme roi d’Ur (fin de règne en 2004 av. J.-C.)[12]. L’empire sumérien se morcelle.
À Ur, construction d’un temple dédié à Shu-Sîn[12].
- 2026 av. J.-C.[a] : indépendance d’Eshnunna par rapport à Ur, dans la basse vallée de la Diyala. Son roi Shu-iliya et ses successeurs agrandissent leurs territoires[12].
- 2025 av. J.-C.[a] :
  - début du règne de Naplânum, roi amorrite de Larsa (fin en 2005)[12]. Indépendance supposée de Larsa par rapport à Ur.
  - le roi d'Ur Ibbi-Sin mène une expédition contre Simurrum[12].
  - indépendance de Suse par rapport à Ur[12].
- 2023 av. J.-C.[a] :
  - indépendance d'Umma vis-à-vis d'Ur[12].
  - le roi d'Ur Ibbi-Sin marie sa fille au prince de Zabshali (Lorestan), dans l’espoir de contrebalancer la puissance croissante des rois de Simashki[12].
- 2022 av. J.-C.[a] : indépendance de Lagash vis-à-vis d'Ur[12].
- 2017 av. J.-C.[a] : les Amorrites envahissent Sumer. Ur, qui a perdu de vastes et fertiles provinces, est en proie à la famine. Ibbi-Sin charge Ishbi-Erra d’aller acheter du grain à Isin et Kazallu. Bloqué par les envahisseurs, Ishbi-Erra se proclame roi d’Isin (fin de règne en 1985 av. J.-C.)[12].
- 2007 av. J.-C.[a] : les Élamites, alliés aux gens du Nord (Subartu) et aux Su (Susiens ?) traversent le Tigre et marchent sur Ur, conduits par Kindattu, roi de Simashki. Ibbi-Sin d'Ur s’apprête à soutenir un siège quand Ishbi-Erra d'Isin les refoule[12].
- 2005 av. J.-C.[a] : fin du règne de Naplânum à Larsa[12].
- 2004 av. J.-C.[a] :
  - début du règne d'Emisum, roi de Larsa (fin en 1977 av. J.-C.)[12].
  - les Élamites ravagent Sumer. Ur est pillée et incendiée, son roi Ibbi-Sin emmené en captivité en Anshan[12]. Fin de la troisième dynastie d'Ur. Début de la période paléo-babylonienne (fin en 1595 av. J.-C.)[15].
- Vers 2100-2000 av. J.-C. : Shahr-e Sokhteh, la « cité brûlée », dans l'est de l'Iran, est abandonnée par ses habitants[16].

## Anatolie
- Vers 2000 av. J.-C. :
  - séparation entre l'Urartu et les Hourrites[17].
  - annexion de Smyrne par les Hittites[18].

## Europe
- Vers 2100-2000 av. J.-C. : construction de la structure du double cercle de « pierres bleues » de la phase Néolithique final de Stonehenge (Stonehenge II), dans le Wessex, en Angleterre[19].
- Vers 2100-1900 av. J.-C. : Minoen ancien III en Crète[20]. Introduction du tour de potier[21]. Écriture hiéroglyphique[22].
- Vers 2100-1800 av. J.-C. : culture de Sintachta, née au sud de l'Oural, puis qui s'étend dans le nord de la steppe eurasienne[23].
- 2049 av. J.-C.[b] : date d’abattage des arbres du site de Seahenge, structure de bois de 55 poteaux de chêne, découvert sur une plage du Norfolk, en Angleterre[24].